# Sergueï Oudaltsov
Sergueï Stanislavovitch Oudaltsov (en russe : Серге́й Станисла́вович Удальцо́в), né le 16 février 1977 à Moscou en URSS, est un homme politique russe engagé à l'extrême gauche.
Il est arrêté et incarcéré de nombreuses fois depuis 2011 pour ses manifestations contre Vladimir Poutine avec le Front de gauche. Il est condamné à la colonie pénitentiaire et à la cellule d'isolement de 2014 à 2017 pour « préparation de troubles massifs », crime qu'il dit monté de toutes pièces.

## Biographie
Né dans une famille de la nomenklatura soviétique — son grand-père était ambassadeur en Grèce et son arrière-grand-père un compagnon d'armes de Lénine —, Sergueï Oudaltsov a fait des études d'histoire et de droit. En 1999, il travaille comme avocat pour le journal Glasnost.
Il se lance en politique en 1998, tout d'abord sur la liste de l'Avant-garde de la jeunesse rouge, puis il rejoint brièvement le Parti communiste, qu'il quitte au bout de 2 ans. Il organise depuis des manifestations régulières anti-Poutine, président du pays, notamment dans le cadre du Front de gauche, coalition créée en 2008 qu'il dirige.
Incarcéré huit fois en 2011, il est condamné à quinze jours de prison en mai de l'année suivante pour désobéissance à la police, après avoir participé avec le militant Alexeï Navalny à une manifestation qui a dégénéré en heurts avec celle-ci. Le 12 août 2012, soit quelques jours après l'attentat contre les chefs religieux musulmans du Tatarstan, Serguei Oudaltsov se rend à Kazan pour y rencontrer l'Union de la jeunesse tatare (Azatlyk) et leur porte-parole Naïl Nabiouline. À cette occasion il appelle le mouvement Azatlyk à faire « front commun » et à mener des actions communes : « Il est temps de réunir toutes les forces qui peuvent contribuer à l'affaiblissement du régime de Poutine ». Il est alors considéré par la presse internationale, avec Navalny, comme leader de l'opposition au gouvernement.
Le 21 août 2012, il est condamné à payer une amende de 30 000 roubles pour avoir participé à une action devant le comité d'enquête à Moscou. Par dérision, il décide de s'acquitter de cette somme en pièces de 1 kopeck (soit 3 millions de pièces) ; il demande publiquement que les citoyens volontaires donnent chacun 1 kopeck et transforme ainsi sa condamnation en opération de soutien populaire, des sacs entiers de pièces étant rassemblés dans différentes régions.[réf. nécessaire]
Le 26 octobre 2012, il est inculpé pour « préparation de troubles massifs », accusation qui peut lui valoir jusqu'à dix ans de colonie pénitentiaire et qu'il dénonce comme montée de toutes pièces : en effet, cette inculpation fait suite à une émission d'une chaîne de télévision nationale qui affirmait sur la foi d'images tournées en caméra cachée et d'origine non précisée que l'opposant prévoyait de renverser le gouvernement par la force,. Après avoir été assigné à résidence en février 2013, il est condamné à quatre ans et demi de colonie pénitentiaire. Dès son premier jour de détention, il entame une grève de la faim avant d'être transféré en cellule d'isolement. Il sort de prison le 8 août 2017,.
Dans l'impossibilité de se présenter à l'élection présidentielle de 2018, Oudaltsov appelle à sa sortie de prison à un candidat unique pour la gauche, un « visage neuf » selon ses termes. Il clame de nouveau son innocence et affirme également ne pas soutenir le candidat libéral, Navalny, qui lui-même ne l'a pas « soutenu » par le passé. Il participe ensuite aux événements organisés par le Parti communiste peu après les résultats, dont le but est à la fois de célébrer ceux du candidat du parti Pavel Groudinine — soutenu par le Front de gauche — et de protester contre les fraudes électorales.
Il est de nouveau arrêté le 14 août 2018 et condamné à trente jours de prison pour avoir participé à une manifestation contre la réforme des retraites déclarée illégale par les autorités. Pour protester contre cette peine, il entame une grève de la faim. Il est hospitalisé en urgence quelques jours après, puis de nouveau la semaine qui suit, souffrant d'une défaillance des reins.

## Prises de position
Dans Mediapart, le journaliste Paul Gogo le présente comme un « staliniste déclaré ».
Dans une interview au Rousski Reporter en octobre 2017, Oudaltsov déclare être pour l'annexion de la Crimée par la Russie, et ajoute que si l'on organise un nouveau référendum sur la question (en 2014, lors d'un référendum contesté par le gouvernement ukrainien, il est voté pour la réunification entre la Russie et la région ukrainienne à presque 97 %), « le résultat sera le même ». Il soutient également une intervention de la Russie dans la guerre du Donbass.
Il milite pour l'union des partis de gauche, dont notamment le Parti communiste et Russie juste (social-démocrate), contre la politique de Vladimir Poutine.
En 2022, Oudaltsov apporte son soutien à l'invasion de l'Ukraine par la Russie. Dans une tribune publiée le 31 mars 2022, il défend les « opérations spéciales » de l'armée russe et désire qu'à l'occasion des 100 ans de l'Union soviétique — le 30 décembre 2022 — plusieurs États, dont la Russie, le Bélarus et « l'Ukraine dénazifiée » puissent se rassembler en une seule « superstructure soviétique », qui professerait « les valeurs progressistes de l’humanisme, de la justice sociale et de l’amitié fraternelle des peuples ».